# Rio São Miguel (Minas Gerais)
O rio São Miguel é curso de água do estado de Minas Gerais, Brasil. É um afluente da margem direita do rio São Francisco.
Sua nascente se localiza entre os municípios de Pains e Formiga, a uma altitude de 880 metros. Apresenta 45 km de extensão e drena uma área de 560 km². Em seu percurso, banha a cidade de Pains. Sua foz no rio São Francisco situa-se entre os municípios de Iguatama e Arcos.
Alguns de seus trechos servem de limite entre municípios. O trecho entre sua nascente e a foz do ribeirão das Moendas separa os municípios de Formiga e Pains. A partir da foz do córrego do Fundão, o rio São Miguel separa os municípios de Iguatama e Arcos até desaguar no rio São Francisco.